# 阿克茹特
阿克茹特是西非國家毛里塔尼亞西部的城鎮，也是因希里省的首府，位於首都努瓦克肖特以東256公里處的撒哈拉沙漠西部的荒蕪沙地平原，海拔高度120米，主要經濟活動有開採金礦和銅礦，1970年停止油田開發，2000年人口7,904。

## 友好城市
- 法國 塞夫朗